# 신전남초등학교
신전남초등학교는 대한민국 전라남도 강진군 신전면 운주로 366 (송천리)에 있었던 초등학교이다.

## 연혁
- 1983년 9월 1일 신전국민학교 송초분교장 설립인가
- 1984년 3월 1일 신전남국민학교 승격
- 1984년 3월 1일 병설유치원 설립인가
- 1986년 1월 1일 벽지학교 지정
- 1996년 3월 1일 신전남초등학교로 개칭
- 1999년 3월 1일 신전초등학교로 통폐합